# つちやかおり
つちや かおり（本名：土屋 かおり、1964年8月26日 - ）は、日本の女優、タレント、元アイドル歌手。劇団いろは→ムーヴオンに所属、復帰後はティーバード所属。2015年からELEVERへ移籍。左利き。

## 来歴
東京都中野区出身。明治大学附属中野高等学校定時制卒業。1979年、「3年B組金八先生」でドラマデビュー。1982年、「恋と涙の17才」でアイドル歌手デビュー。その後、テレビドラマ、レポーター、グラビアなどで活躍する。
1991年11月19日に高校時代より交際していた元シブがき隊の布川敏和と結婚。芸能界を事実上引退し、専業主婦となる。布川との間に1男2女をもうける。
表立った芸能活動は封印していたが、布川を取材したバラエティ番組などには夫婦で出演することがあった。夫との連名で出版した本に際しての取材やインタビューなども多く受けていた。
長男の布川隼汰もつちやと同様に「3年B組金八先生」の第8シリーズに出演し、俳優デビューした。
2012年4月6日、子育てが落ち着いてきたことを理由に、20年ぶりに本格的に芸能界に復帰することを発表した。
2014年4月、週刊誌により割烹料理店店主との不倫関係が報じられ、同年5月1日、布川と別々の場所で会見を行った。つちや本人は「別居報道は事実」と認め、相手の男性について「大切な人」と離婚を前提に堂々と言い切った。6月22日、所属事務所から報道各社へのFAXにより、布川と協議離婚したことを公表した。
2020年4月15日、元夫である布川から「アイドルうたつなぎ」の指名を受けTwitterを開設。「秘密じゃないけど秘密」を歌い、大沢樹生にバトンを繋いだ。なお「アイドルうたつなぎ」の様子はミヤネ屋の番組内で紹介された。

## 出演

### テレビ
- 3年B組金八先生（TBS） - 阿部（大西）トシエ 役
  - 第1シリーズ（1979年10月 - 1980年3月）
  - スペシャル1「贈る言葉」（1982年）
  - スペシャル3「小さな嘘」（1984年）
  - スペシャル5「先生の暴力・生徒の暴力」（1986年）
  - スペシャル6「新・十五歳の母」（1987年）
  - 第8シリーズ（2007年10月 - 2008年3月）- 大西姓に改姓。息子・悠司役は長男・隼汰が演じた。（つちや本人は出演せず、夫役の男性も登場しなかったが、最終回で息子に対して金八先生役の武田鉄矢がアドリブでつちやに対して「お母さんに、3B卒業したよと伝えて下さい」メッセージを送っていて、これを基にして番組での親子設定も実生活と同じ設定となった）
  - 3年B組金八先生ファイナル〜「最後の贈る言葉」（2011年）
- 外科医 城戸修平 第4話「燃えるささやき」（1983年、TBS）
- スケバン刑事（1985年、フジテレビ） - 青山優子 役
- ジャングル 第25話「若い野獣たち」（1987年、NTV・東宝）
- 奇妙な出来事『誰かが見ている』（1990年、フジテレビ）
- 世にも奇妙な物語『大予言』（1991年、CX）
- ぼくらの時代（TBS）
- われら動物家族（TBS）
- POPくじら基地（テレビ東京）

### テレビアニメ
- 生徒諸君!心に緑のネッカチーフを（1986年2月23日、フジテレビ） - 小西初音 役

同アニメオープニングテーマ「ハートに落とした涙」、エンディングテーマ「答えはいらない」も担当

### ラジオ
- かおりのエキスプレスランド（1983年10月 - 1984年3月、東北放送）
- つちやかおりのスケッチウォーキング（ラジオ福島）[2]
- つちやかおりの原宿物語（信越放送）[2]
- 真夜中ギンギラ大放送（ラジオ関西）[2]
- つちやかおりの秘密じゃないけど秘密❣️（鳥越アズーリFM）[6]

### 舞台
- AWG「カウント2.9！」（2018年7月26日 - 29日、新木場1stRING）

## ディスコグラフィ
ビデオ「Misty Twilight」を除き、東芝EMI（現・ユニバーサル ミュージック ジャパン）から発売。

### シングル
1. 恋と涙の17才（1982年6月21日）
作詞・作曲：J.Madara-D.White、日本語詞：湯川れい子、編曲：椎名和夫
  - c/w  夢見るラブソング
作詞：売野雅勇、作曲・編曲：井上大輔
2. 哀愁のオリエント急行（1982年9月1日） ※先行発表されたロジック・システムと競作
作詞：湯川れい子、作曲：筒美京平、編曲：船山基紀
  - c/w  もしも朝が来なければ
作詞・作曲：城田純二、編曲：椎名和夫
3. 失恋散歩道（1982年12月21日）
作詞：秋元康、作曲：長渕剛、編曲：大村雅朗
  - c/w  ココナッツ・ワッフルを片手に
作詞：秋元康、作曲：長渕剛、編曲：大村雅朗
4. 秘密じゃないけど秘密（1983年3月1日）
作詞：秋元康、作曲：長渕剛、編曲：飛澤宏元
  - c/w  ハートに火をつけて
作詞：湯川れい子、作曲・編曲：新川博
5. あ・し・た何色（1983年5月21日）
作詞：竜真知子、作曲：木森敏之、編曲：羽田健太郎
  - c/w  待っているわ
作詞：よこすか未美、作曲：木森敏之、編曲：羽田健太郎
6. September Rainに消されて（1983年9月21日）
作詞：竜真知子、作曲：松尾一彦、編曲：山田秀俊
  - c/w  紅い糸
作詞・作曲：大貫妙子、編曲：山田秀俊
7. ニュース（1984年2月21日）
作詞：三浦徳子、作曲：小田裕一郎、編曲：大谷和夫
  - c/w  片想い -何もかも涙-
作詞：三浦徳子、作曲：小田裕一郎、編曲：大谷和夫
8. もう家なんて帰らない（1984年6月30日）
作詞：秋元康、作曲：高橋恭司、編曲：入江純
  - c/w  シーサイド・ドリーム
作詞：秋元康、作曲：高橋恭司、編曲：入江純
9. つくりわらい（1985年8月31日）
作詞：岩里祐穂、作曲：岩里未央、編曲：鷺巣詩郎
  - c/w  TOKYO・モガ
作詞：岩里祐穂、作曲：野田晴彦、編曲：鷺巣詩郎
10. 恋の秘訣（1985年11月30日）
作詞・作曲：中原めいこ、編曲：萩田光雄
  - c/w  海辺のクラウディ・スカイ
作詞：竜真知子、作曲・編曲：山川恵津子
11. ハートに落した涙（1986年2月21日）
作詞：秋元康、作曲：小田裕一郎、編曲：船山基紀
  - c/w  答えはいらない
作詞：秋元康、作曲：小田裕一郎、編曲：船山基紀

### アルバム
哀愁のオリエント急行（1982年9月1日、LP：ETP-90190／2008年8月27日（復刻 CD:TOCT-26629））
かおり白書（1983年3月1日、LP：ETP-90225）
FRAGRANCE（1983年10月1日、LP：ETP-90245/CT：ZH28-1358）
卒業 / つちやかおりベスト（1984年3月1日、LP:ETP-90277/CT:ZH28-1405）
さよなら、こんにちは（1985年5月22日、LP:ETP-60506/CT:ZH20-1526）
BLACK＆WHITE（+3） （1985年11月1日、LP：ETP-80183/CT：ZH25-1584、2014年8月29日（復刻 CD：PROT-1138））
つちやかおりベスト / ニュース（1996年6月19日、CD：TOCT-9484）※収録曲は『卒業/つちやかおりベスト』と同一。
アイドル・ミラクルバイブルシリーズ つちやかおり（2003年12月3日、2CD:TOCT-25261/2）

### ビデオ
- 失恋散歩道（1983年1月20日、VHS：TT44-7003H/BETA2：TT44-7003F/BETA1：TT44-7003B）

1. 失恋散歩道　作詞：秋元康／作曲：長渕剛／編曲：大村雅朗
2. 哀愁のオリエント急行　作詞：湯川れい子／作曲：筒美京平／編曲：船山基紀
3. 恋と涙の17才（You Don't Own Me）　作詞・作曲：J.Madara-D.White、日本語詞：湯川れい子、編曲：椎名和夫

- Misty Twilight（1988年11月10日、VHS：KS-2010） ※勁文社から発売されたイメージ・ビデオ中の1曲。レコード・CDでは未発売。

1. Misty Twilight　作詞：かわなみその／作曲：葛口雅行／編曲：渡辺達也

### 参加作品
- 生徒諸君！オリジナルサウンドトラック（1986年3月31日、LP：LB28-5014/CT：LB28-5014）※フジテレビ系スペシャルアニメ「生徒諸君！」のサントラ盤。

1. A1.ハートに落した涙　作詞：秋元康／作曲：小田裕一郎／編曲：船山基紀　※オープニングテーマ曲
2. B1.STAND UP!　作詞：水谷啓二／作曲・編曲：渡辺俊幸　※挿入歌
3. B6.答えはいらない　作詞：秋元康／作曲：小田裕一郎／編曲：船山基紀　※エンディングテーマ

## その他
- あなたしだい（1988年5月10日、ワニブックス）

写真家の渡辺達生が撮影した、セミヌード写真集
- 涙のち笑顔 〜大病と闘った娘と家族の2000日（2007年4月27日、講談社）

「頭蓋底奇形腫」という難病に冒された次女と、家族との闘病記
- たったひとつのおくりもの（アイフリーク） - ナレーション

スマートフォン向けアプリ「こえほん」内で配信されている電子絵本